# Hidrofil·lòidies
Hydrophylloideae és una subfamília de plantes amb flors dins la família Boraginaceae La seva posició taxònòmica és una mica incerta. Tradicionalment en el sistema de Cronquist tenia la categoria de família com a Hydrophyllaceae i es posava dins l'ordre Solanales. Els sistemes més recents el troben més relacionat amb les Boraginaceae i inicialment dins l'ordre Boraginales, més recentment es considera Hydrophyllaceae com subfamília de Boraginaceae.
Les plantes dins aquesta subfamília poden ser herbàcies anuals o perennes o bé arbusts. La majoria tenen arrel mestra. Hi ha uns 20 gèneres amb unes 300 espècies, moltes d'elles plantes natives de l'oest dels Estats Units.
Aquesta subfamília pren el nom del gènere Hydrophyllum.

## Gèneres
- Codon
- Draperia
- Ellisia
- Emmenanthe
- Eriodictyon
- Eucrypta
- Hesperochiron
- Hydrolea
- Hydrophyllum
- Lemmonia
- Miltitzia
- Nama
- Nemophila
- Phacelia
- Pholistoma
- Romanzoffia
- Tricardia
- Turricula
- Wigandia